# Steven Crowder
Steven Blake Crowder (Detroit, Míchigan; 7 de julio de 1987) es un actor de voz, comentarista político y presentador de medios conservador estadounidense-canadiense.
Al principio de su carrera, Crowder trabajó para Fox News y publicó vídeos satíricos en plataformas de medios conservadores. Luego comenzó a presentar Louder with Crowder, un podcast político diario y un canal de YouTube. Incluye un segmento recurrente llamado Change My Mind, en el que Crowder invita a los transeúntes a conversar.

## Primeros años
Crowder nació el 7 de julio de 1987 en Detroit, Míchigan. Tiene un hermano mayor llamado Jordan. Su madre era franco-canadiense y, a la edad de tres años, su familia se mudó a Montreal, donde viviría el resto de su infancia. asistió a Centennial Regional High School en Longueuil. Al cumplir los 18 años, regresó a los Estados Unidos y posteriormente asistió por dos semestres a la Champlain College de Burlington, Vermont.

## Carrera
A los 12 años, trabajó como actor de voz para el personaje de Alan «The Brain» Powers en la serie de televisión infantil 
Arthur. Comenzó a realizar monólogos cómicos a los 17 años. Luego actuó en varias películas, incluido el papel de Doug Moore en la película To Save a Life del 2009. De 2009 a 2012, Crowder trabajó para Fox News.
Para 2009, Crowder publicaba regularmente vídeos satíricos en medios políticamente conservadores. Se desempeñó como maestro de ceremonias en la Conferencia de Acción Política Conservadora (CPAC) de 2011, y generó cierta controversia con un vídeo de rap que estrenó en CPAC 2012.

### Louder with Crowder
En octubre de 2013, Fox News terminó su relación con Crowder. Esto se anunció poco después de que Crowder hiciera declaraciones negativas sobre el presentador de Fox News, Sean Hannity, y sobre la propia corporación. En 2017, el programa Louder with Crowder, que presenta principalmente contenido cómico y comentarios políticos, se convirtió en un programa diario presentado en el nuevo servicio de transmisión de Conservative Review, CRTV. El 3 de diciembre de 2018, CRTV se fusionó con TheBlaze de Glenn Beck, donde se presentó Crowder hasta diciembre de 2022, junto con su canal de YouTube, que existe desde 2009.

## Vida personal
Crowder es cristiano. Se casó con Hilary Korzon en agosto del 2012 y escribió sobre lo que considera los beneficios de permanecer abstinente antes de casarse.
En julio de 2021, Crowder se sometió a una operación quirúrgica en la que se le insertaron barras de titanio en el pecho para contrarrestar su condición congénita de pectus excavatum. La cirugía hizo que se acumulara líquido en sus pulmones, lo que llamó "insoportablemente doloroso".
En agosto de 2021, su esposa dio a luz mellizos, un hijo y una hija. Dos años después en abril de 2023, Crowder declaró en su canal que estaba divorciándose de Korzon tras 11 años de matrimonio. Luego de este anuncio, el periodista Yashar Ali publicó un video que mostraba a Crowder en una discusión con su esposa embarazada, donde insultaba a Korzon por "fallar en sus deberes de esposa", fumando frente a ella, y queriendo obligarla a administrarle una medicación a su perro contraindicada para mujeres embarazadas. En el video, cuando Korzon menciona que Crowder está comportándose de forma abusiva, éste le responde que "cuide sus palabras" como amenaza. Compañeros de The Daily Wire como Candace Owens se manifestaron contra Crowder, así como también empleados del mismo, argumentando que ellos también padecieron destrato de su parte en múltiples ocasiones.

## Polémicas

### Protesta sindical en diciembre de 2012
En una protesta de diciembre de 2012, Crowder fue golpeado repetidamente en el rostro por un miembro del sindicato que actuaba en defensa propia después de ser empujado al suelo. Crowder y varios miembros de Americans for Prosperity estaban en una manifestación en Míchigan en relación con la ley de derecho al trabajo aprobada recientemente en el estado. El incidente comenzó con un intento de los activistas sindicales de derribar la carpa de Americans for Prosperity, que finalmente tuvo éxito. Durante el altercado, recibió varios puñetazos de un activista sindical. Crowder publicó un vídeo editado del incidente en su canal de YouTube que corta imágenes del presunto agresor siendo empujado al suelo y volviendo a levantarse, justo antes de lanzar los golpes a Crowder. Sin embargo, las transmisiones de Fox News del incidente incluyeron imágenes del hombre siendo empujado. 
The New York Times declaró: «El mismo metraje también muestra que el Sr. Crowder tenía su mano sobre el hombro de ese hombre justo antes de que cayera al suelo, pero, aunque la cámara no captura toda la secuencia de eventos, parece probable que el hombre fue golpeado en el suelo mientras los miembros de los dos lados se empujaban uno contra el otro, no empujados por el Sr. Crowder».

### Declaraciones homofóbicas
En junio de 2019, YouTube investigó a Crowder por su uso de insultos homofóbicos hacia el periodista Carlos Maza (que también es activista LGBT) en múltiples vídeos en reacción a la serie Strikethrough de Vox Media, que presenta Maza. Crowder se refirió a él como un lispy queer («queer ceceante») y un «pequeño marica enojado». Además, se burló de Maza usando una voz estereotipada, en ocasiones mientras usaba una camiseta con el Che Guevara que decía Socialism is for fags («El socialismo es para maricones»). Tras esto, Maza expresó su decepción porque YouTube no brindó más protección hacia las personas queer. El sitio web The Verge publicó un artículo que afirma que los vídeos de Crowder contienen rutinariamente violaciones flagrantes de las políticas de YouTube contra el ciberacoso.
Si bien YouTube reconoció que el lenguaje de Crowder estaba subido de tono, inicialmente concluyó que «los vídeos publicados no violan nuestras políticas». Determinó que Crowder no había alentado a sus espectadores a doxear a Maza y que el objetivo principal de su vídeo era responder a una opinión. La decisión de no suspender el canal provocó considerables críticas. Al día siguiente, la plataforma suspendió la monetización del canal de Crowder y describió el contenido objetable como «un patrón de acciones atroces que perjudicaron a la comunidad en general». Crowder respondió a la reversión, afirmando en su cuenta de Twitter que «Vox todavía se va a enojar» porque no fue eliminado de la plataforma. En agosto de 2020, YouTube volvió a monetizar parte de su contenido, afirmando que desde entonces se había vuelto compatible con la política de la plataforma.

### Disputa conThe Daily Wire
En enero de 2023, Crowder reveló en su podcast que había recibido una hoja de términos de un medio de comunicación conservador que no mencionó. Enumeró las estipulaciones de la oferta de que, si fuera desmonetizado o eliminado de plataformas como YouTube, Facebook o iTunes Store, su pago se reduciría sustancialmente durante ese período. Sin embargo, Crowder criticó esto como un síntoma de que los medios de comunicación de derecha no luchan contra la censura de las grandes tecnologías, sino que la aprueban implícitamente, afirmando que «las grandes tecnologías están en la cama con las grandes estafas».
Más tarde se confirmó que el medio de comunicación anónimo era The Daily Wire. El CEO Jeremy Boreing afirmó que Crowder había tergiversado los términos del contrato y que el contrato le habría pagado a este último 50 millones de dólares durante cuatro años. Además, Boreing afirmó que la estipulación era necesaria para asegurar la rentabilidad.
El 3 de marzo de 2023, Crowder anunció en el programa de Russell Brand que trasladaría su programa a Rumble. En agosto del mismo año, Vanity Fair informó que la audiencia del programa estaba disminuyendo luego de la disputa con Daily Wire, así como otras controversias y demandas por acoso sexual. Crowder anunció que se asociaría con Alex Jones, así como con los comediantes Nick Di Paolo y Bryan Callen, para ofrecer una versión ampliada de su Mug Club que se transmitirá a través de Rumble.